# Macrostemum trilineatum
Macrostemum trilineatum är en nattsländeart som först beskrevs av Jacquemart 1961.  Macrostemum trilineatum ingår i släktet Macrostemum och familjen ryssjenattsländor. Inga underarter finns listade i Catalogue of Life.